# ゴモラ (ウルトラ怪獣)
ゴモラは、特撮テレビドラマ『ウルトラマン』に登場する架空の怪獣。高い人気を獲得し、『ウルトラマン』以降も多くの「ウルトラシリーズ」の作品に登場している。別名は古代怪獣。

## 概要
デザインは成田亨。双脚怪獣の基本体型から前方に大きく湾曲した首、前の側に赤い鋸（）の歯のような形の線が複数ついた三日月型の巨大な角、太く長大な尻尾が特徴。頭は戦国時代の人物である黒田長政の大水牛脇立兜をモチーフに、口吻は嘴（）状だが内側には牙もあり、鼻先には前方に向いた第3の角がある。胴体の胸から腹にかけては、不定形の棘（）とも鱗（）ともつかない突起物が配されている。それ以外の全身は分厚い皮のような質感で、全身が赤褐色。肘（）と踵（）には鋭い突起物が、腕よりもやや大きめな手には鋭い爪が、それぞれ生えている。尻尾はトカゲのそれのように、切断されても一定時間は動ける。
名前は旧約聖書にて神に滅ぼされた町「ゴモラ」からという説と、東宝怪獣のゴジラ、モスラ、ラドンの頭文字からとったという説がある。
当初の作品では必殺技と呼べるほどの大技は持っていなかったが、『ウルトラギャラクシー大怪獣バトル』以降は角から放つ超振動波が必殺技として設定されている。

## 『ウルトラマン』に登場するゴモラ
特撮テレビドラマ『ウルトラマン』第26話「怪獣殿下（前篇）」、第27話「怪獣殿下（後篇）」に登場。
南太平洋のジョンスン島（架空の島）に生息していた、1億5千万年前の古代生物ゴモラザウルスの生き残りとして発見される。長い眠りで力が弱まっており、阪神大学（架空の大学）の中谷教授による指揮のもと、日本万国博覧会に生体展示するため、UNG麻酔弾で生け捕りにされる。
協力要請を受けた科学特捜隊のビートル3機による空輸中に麻酔の効力が切れて覚醒し、暴れだして上空2千メートルから六甲山に落下したショックで、本来の強い生命力と闘争本能が蘇る。地中を移動して千里丘陵へ出現し、ウルトラマンとの戦いでは強力な尻尾「メガトンテール」で叩きのめすと、スペシウム光線を発射される直前に地下へ逃亡した。
その後、大阪市内に住みついたところを科学特捜隊によってマルス133とスパイダーショットで攻撃され、逃亡する。攻撃で切断された尻尾は本体とは別に活動する。本体はまもなく大阪城前広場に出現して天守閣を粉砕し、ウルトラマンと再戦するが、尻尾を失っていたために初戦のような強さは発揮できず、科学特捜隊と自衛隊伊丹基地の火器部隊に援護されたウルトラマンによって頭部左側の角を折られ、スペシウム光線でとどめを刺された。
「孤島での人畜無害な生息中にあったところを、人間の都合で連れ出されて倒された」という悲惨な境遇は科学特捜隊に同情され、亡骸を剥製にして万博会場に飾るとの提案がなされている。
第35話では、怪獣供養の際に遺影として写真が飾られている。
- スーツアクター：鈴木邦夫[16][24]
- 着ぐるみ製作は高山良策[25]。頭の角は黒田長政の大水牛脇立兜をイメージして作られている[出典 6]。空輸・落下用のミニチュアも製作されている[16]。口の開閉は電動とラジコン[24]。ラジコンの受信機は尻尾の付け根に付いていた[25]。撮影後、着ぐるみはザラガスへ改造された[27][28]。頭部は2013年時点で現存しており、劇中で折られた頭の角を接着してイベントなどで展示されたが、鼻先の角は紛失していた[29]。
- ウルトラマンのスーツアクターを務めていた古谷敏にも、高く評価されている[30]。古谷は対峙した際にはマスクの下で「カッコいい怪獣だな、これぞ怪獣って感じだぞ」と呟いたうえ、どのように攻撃していけば弱らせることができるのかについて悩んだという[30]。ただ、実際に戦ってみると爪が本当に硬くて鋭く非常に危険だったため、肩をつかまれた瞬間にはあまりの痛さに叫んだほか、撮影後には成田に「痛すぎますよ、ゴモラの爪」と文句を言ったという[30]。
- 中谷教授がアラシ隊員に見せた図鑑のゴモラザウルスの想像図は、デザイン画の流用である。
- 「大阪城を粉砕する前にウルトラマンと対峙する」という、作中描写とは異なる光景を撮影したスチールが数枚現存しており、後年の円谷プロはもとより各社のウェブメディアでも普通に用いられている[出典 7]。
- 準備稿では、ハヤタが入院した病院の付近でウルトラマンと対決するという展開であった[29]。
- 第37話ではジェロニモンによってレッドキングと共に復活させられるとの再登場が予定されていたが[35]、撮影時にはすでにゴモラのスーツはザラガスへ改造されていたため、テレスドンに変更された。『小説 ウルトラマン』では初期案通り、ジェロニモンによって復活させられてレッドキングと共に登場している。
- 金城哲夫の『小説 ウルトラマン』では、尻尾を切断されてまもなく大阪城を破壊しようと前進するがウルトラマンに阻止され、大阪城を目前にして倒された。

## 『ウルトラファイト』に登場するゴモラ
『ウルトラファイト』第196話「怪獣死体置場」に登場。
円谷プロの着ぐるみ倉庫でウーと激突する。勝利した後、幻のように消える。
- 着ぐるみはアトラクション用のものが使用されている[36]。

## 『レッドマン』に登場するゴモラ
特撮テレビドラマ『レッドマン』第18・20・21・23・95・96・98・99話に登場。
- 着ぐるみは『ウルトラマン』当時より細身のものが使用されている[37]。

## 『ウルトラ6兄弟VS怪獣軍団』に登場するゴモラ
映画『ウルトラ6兄弟VS怪獣軍団』に登場。
アストロモンス、ダストパン、タイラント、ドロボンと共に構成される怪獣軍団のリーダー格。ナレーションでは「最強の怪獣」と称されている。武器は口から吐く火炎、頭の角から放つキャッチビーム（浴びせられた対象は球体に閉じ込められる）と破壊光線、頭部から発する怪獣念力。
破壊光線で人々を襲うほか、ハヌマーンとの交戦では怪獣軍団を率いての5対1で追い詰めるが、ウルトラ6兄弟が救援に来たことによって形勢が逆転すると、一時は逃げに転じる。怪獣軍団を倒されて最後の1匹になったところで初代ウルトラマンとハヌマーンに見つかり、怪獣念力で両者を圧倒する。しかし、残るウルトラ兄弟5人の必殺光線斉射で怪獣念力を突破され、ウルトラ6兄弟に腕を押さえ込まれる。剣を構えたハヌマーンも加わった7人に殴られ続け、たまらず地中へ逃げようとしたところを再び押さえ込まれてハヌマーンの前へ引きずり出され、最後はハヌマーンスラッシュ（剣から放たれた三日月形の光線技）で縦真っ二つに両断されて爆発する。
- 造形物は着ぐるみと爆破用の人形。『ウルトラマン』の登場個体よりも頭部が大きく作られているほか、胸部と腹部の突起をはじめ表皮の凹凸の形状が異なっている。

## 『ウルトラマン80』に登場するゴモラII
特撮テレビドラマ『ウルトラマン80』第22話「惑星が並ぶ日 なにかが起こる」に登場。
上の口先の嘴状の歯がなく、三日月型の角の下にもう2本下向きの角があり、肘と踵の突起物がなく、両腕や尻尾の内側に腹部と同様の体表を有する点が、過去作品の登場個体と異なる外見上の特徴。武器は両手の甲から発するミサイル（光弾）と金縛り光線（リング光線、光輪）のほか、三日月型の角からも光線（三日月光線）や電撃光線を放つ。また、初代ゴモラ同様、長大な尻尾を使った攻撃も得意とする。地底を時速90キロメートルで掘り進むことができる。
地中にて眠っていたところ、地球防衛軍による地底人への攻撃で目を覚まして地上に出現し、迎撃してきた防衛軍戦闘機を全滅させる。そこに登場した80と激戦を繰り広げ、上記の多彩な武器に加えて怪力で80を追い詰めるが、ウルトラスウィングで岩山に叩きつけられた後、サクシウム光線を頭部に受けて倒され、地中に埋没した。
本編では語られていないが、このゴモラは3万年前の氷河期以前に王ヶ岳の地中に潜った古代生物が地熱などの影響によって独自の進化を遂げたもので、初代ゴモラとは別種であるとされる。
- デザインは山口修[45]。
- スーツアクター：堀江昭
- バージョンアップ感を強調するため、頭部のツノを下に向けてもう1対増やしている[46]。原典との差異を付けるため、ザラザラ部位を拡張し、角を増やしている[45]。また、シャープさを出すため、頭部を小さくしている[45]。
- 居村眞二の漫画版『ウルトラマン80』では、バルタン星人に操られるゴモラが登場するが、容姿は初代ゴモラに近い。
- 再編集ビデオ『ウルトラ伝説 怪獣博物館』ではゴモラの同族が地熱などの影響で超能力を持ったものであるが詳しい原因は謎とされており、『ファイヤーマン』に登場したラノザウルスと合わせ、これらの怪獣はゴモラザウルスかそのアーキタイプを共通祖先に持つと紹介されている。
- その超能力から「何者かに改造されていたのではないか」という説が、旧『大怪獣バトル ULTRA MONSTERS』の公式サイトにて複数作品に登場した宿敵怪獣に関するコーナーで示唆されている[47]。
- 『ウルトラマンメビウス』のアーカイブドキュメントでは、ドキュメントUGMにゴモラとして記録されている。
- 前回登場したガモスと戦うスチールが存在している[注釈 3]。
- 三日月状の光線は『ウルトラ怪獣攻げき技大図鑑』で「シャノンビーム」と名付けられた。

## グラビア版『ウルトラ超伝説アンドロ超戦士』に登場するゴモラ
てれびくん1982年4月号に改造ゴモラとして登場。
ゾフィーに会いに行くメロスとウルフを襲撃するが、駆けつけたマルスと交戦してマルスパルサーで両断された。
グラビア版ではグア軍団最後の再生・改造怪獣となった。なお、名称に「改造」と冠しているが、外見的にはメカなどが装着された様子は見られない。

## 『ウルトラマンパワード』に登場するゴモラ
特撮テレビドラマ『ウルトラマンパワード』第11話「よみがえる巨獣」（米国版サブタイトル：DINO MIGHT）に登場。初代と区別するため、玩具などではパワードゴモラと称される。
アンデス山中で発見された1億8,000万年前のジュラ紀に生息していた2足歩行と4足歩行の中間型爬虫類ゴモラザウルスのミイラがアメリカのメトロ博物館に運ばれ、大雨から水分を吸収して復活したものである。初代と比べると角がスイギュウのようになっているほか、背中にニシキヘビのような模様がある、膝の裏に肘についている突起のようなものがある、足の指が4本などの違いがある。生態もスイギュウに似ているらしく、水場を好み川を泳いで移動する。凶暴ではないことからW.I.N.R.はスカイハンターで無人島に空輸する作戦を取るが、突如として暴れ始めたため、サンダース隊員に狙撃されて地上へ落下する。その後、川を目指す途上で住宅街に乗り上げるが、消耗してまっすぐ歩くことさえできなかった。最後は、ウルトラマンパワードとの戦闘中に苦悶の声を上げながら絶命し、亡骸はメトロ博物館に展示された。
- デザインは前田真宏[52]。頭部はウシの頭蓋骨を参考にしているが、元のデザインがシンプルであるため、アレンジがしづらかったという[52]。

## 『ウルトラマンマックス』に登場するゴモラ
特撮テレビドラマ『ウルトラマンマックス』第21話「地底からの挑戦」に登場。
「フリドニア共和国」（架空の国）のみに棲息する世界的にも貴重な珍獣ゴモラザウルスとして登場。三日月状の角は、褐色だったそれまでの個体と異なり、赤みが強く配色されている。本来は2メートルぐらいの大きさ（劇中にも同サイズのゴモラが登場する）だが、20年前に文明破壊を唱える環境保護団体GSTE (God Save The Earth) によって密輸された5体のうちの1体を生物兵器として改造され、巨大化される。長野県和奈月村（架空の村）に出現して地底をマッハ2で進み、交戦したウルトラマンマックスに長い尻尾を切断されるが、その後もちぎれた尻尾は動き回り、マックスを苦しめる（尻尾はゴモラの意思ではなく無差別に暴れ回り、周囲に被害を与える）。マクシウムカノンによって倒されそうになるものの、尻尾がゴモラの前に出てきて粉砕され、ゴモラ自身はギャラクシーカノンによって絶命する。その後、遺体はフリドニアに引き取られた。
当初はGSTEによって密輸されたと思われていたが、後にフリドニアの認証下で（日本には非公式に）「密輸入」されていたことが判明する。
- スーツアクター：末永博志
- CBCの『マックス』公式サイトにて行われた「伝説の怪獣人気投票」で1位を獲得したことにより、本編への登場が決定した[57][58]。初期プロットでは、テレスドンが登場する記載がある[59]。
- 小型の個体が登場したのは、初代のイメージを払拭させることを意図している[60]。冒頭のシーンは、ロケ現場に着ぐるみが間に合わなかったため、CGで合成している[55]。

## 『ウルトラマンメビウス』に登場するゴモラ
特撮テレビドラマ『ウルトラマンメビウス』第42話「旧友の来訪」に登場。
ドキュメントSSSPとドキュメントUGMに1件ずつ記録が残されている古代怪獣の同族で、初代が出身地とするジョンスン島に出現する。テッペイの発言によると、本作品ではそれまでにゴモラが日本国外に出現した記録はないとされており、怪獣頻出期以来では、初めて国外に出現した怪獣である。
出現した際にガディバに生体情報をコピーされ、すぐに島の地下へ消える。その後、ウルトラマンメビウスに倒されたレッドキングに同化したガディバがその肉体を変化させて出現したコピーが、初代同様の突進能力と切られても別の意思を持つかのように動き回る尻尾を駆使し、メビウスを追いつめる。ガンウィンガーのスペシウム弾頭弾で切断された尾はガンブースターのガトリングデトネイターで破壊されるが、この時も尻尾はしばらく動く。最後は、バーニングブレイブとなったメビウスに肉体も投げ飛ばされ、空中でガンフェニックストライカーのインビンシブルフェニックスとメビュームバーストの同時攻撃に遭い、破壊された。
第21話では、怪獣墓場で眠っている姿が確認できる。
- スーツアクター：福田大助
- 着ぐるみは『ウルトラマンマックス』の時のものの流用[66]。角は『マックス』と同じ赤色になっている。

## 『ウルトラマン Fighting Evolution Rebirth』に登場するゴモラ
ゲーム作品『ウルトラマン Fighting Evolution Rebirth』に登場。
かつてウルトラマンに倒されたゴモラが、メフィラス星人の部下となったジェロニモンの力で復活したもの。EPISODE2でウルトラマンと対決するが、尻尾を引きちぎられて地中に逃亡する。その後のEPISODE4では、戦闘中に逃亡したキリエロイドを追ってきたウルトラマンティガの前に、同一個体が眠った状態で現れる。そのままティガと戦うが、ティガに見逃されて再び逃亡しようとしたところをカオスキリエロイドの炎に焼かれ、死亡する。その後、同じくメフィラス星人の部下となっていたバルタン星人によって改造・強化を施され、改造ゴモラと呼称される。
黒ずんだ皮膚は鎧のように硬質化して棘や牙が増えており、そこから生み出される突進攻撃の破壊力は高い。最大の武器は伸縮自在となった長い尻尾で、叩きつけるだけでなく敵の体に突き刺すことも可能となっている。ゲーム中では、尻尾による突き刺し攻撃が最高レベルの必殺技となっている。
ストーリーではコスモスと戦うが、そのコスモスによって国防軍の攻撃から守られ、最後はフルムーンレクトで浄化されて元の姿に戻される。国防軍の攻撃もしくはコスモスの技「プロミネンスボール」で倒すと、バトル的には勝利となるが、ストーリー的には敗北と同じ扱いになる。
ゲーム中ではウルトラマンと戦う怪獣たちのうち唯一生き残るため、これをプレーヤーが操作してメフィラス星人の指示に従いながらステージ「高層ビル街」の建物を破壊する「大破壊モード」が存在する。
後に『大怪獣バトル ULTRA MONSTERS』および『ウルトラギャラクシー大怪獣バトル』や、テレビマガジン版『ウルトラマンメビウス外伝 超銀河大戦』にも登場。こちらではEXゴモラとも呼称されている。

## 『大怪獣バトル』に登場するゴモラ
本シリーズでは主役格の怪獣として扱われており、『ウルトラギャラクシー』や『ウルトラアドベンチャー』など、他のメディア展開でも主人公のパートナー怪獣として活躍している。

### 『ウルトラギャラクシー大怪獣バトル』に登場するゴモラ
特撮テレビドラマ『ウルトラギャラクシー大怪獣バトル』に登場。
主人公レイの主力怪獣の1匹であり、本作品の主役怪獣でもある。レイのバトルナイザーによって召喚され、敵怪獣に立ち向かう。武器は過去作品の登場個体と同様の尻尾や角。従来のパワーに加えてスライディングや尻尾でのあびせ蹴り「大回転打」など、過去作品の登場個体とは異なる軽快かつ重厚な動きと、さらに新たな武器として、本来は岩盤を破砕して砂にして地中を掘り進む際に使用する角の振動作用を応用して角から放つ超振動波がある。超振動波は、角を相手に突き刺して超高速で振動させながら掲げ上げたうえで内部から粉々に破壊する「ゼロシュート」と呼ばれるタイプのほか、光線状に放つ遠距離攻撃にも使用できる。
ほぼ全話に登場して活躍するが、水中戦は苦手であるため、第9話でのゾアムルチとの戦いのみ登場していない。
- スーツアクター：横尾和則

### 『ウルトラギャラクシー大怪獣バトル NEVER ENDING ODYSSEY』に登場するゴモラ
特撮テレビドラマ『ウルトラギャラクシー大怪獣バトル NEVER ENDING ODYSSEY』に登場。
前作から引き続き、レイの主力パートナー怪獣として活躍し、レイオニクスの決戦の地である惑星ハマーにて、様々なレイオニクスが操る怪獣たちと戦う。動きはより身軽かつ豪快になり、ドロップキックを多用するようになったほか、ラリアートやスープレックスなどプロレス系の技も使いこなす。
また、同作ではにせウルトラマン（ザラブ星人）戦で、ザラブやにせウルトラマン同様にコミカルに描かれている場面もあり、にせウルトラマンがスペシウム光線を放とうとするのを恐れ、身を伏せようとする描写もある。

#### 古代怪獣 ゴモラ（ブレイブバースト）
特撮テレビドラマ『ウルトラギャラクシー大怪獣バトル NEVER ENDING ODYSSEY』第3話「大暴走！ レイオニックバースト」、第12話「グランデの挑戦」に登場。
レイモンとなったレイの怒りに呼応してパワーアップした状態のゴモラ。炎のようなオーラを一瞬全身に纏うだけで容姿の変化はないが、戦闘力は通常時より大幅に向上している。
レイオニックバースト登場後はしばらく出番がないが、第12話ではグランデのレッドキングとの戦いでこの状態となり、レッドキングを圧倒する。

#### 古代怪獣 ゴモラ（レイオニックバースト）
特撮テレビドラマ『ウルトラギャラクシー大怪獣バトル NEVER ENDING ODYSSEY』第3話「大暴走！ レイオニックバースト」から登場。
レイモンがバーストモードに変身すると同時に覚醒進化したゴモラの姿。全身が炎を纏うかのように赤く染まっており、身体能力と攻撃力、狂暴性はブレイブバースト時以上に上昇している。
当初はレイの暴走に合わせてこの状態に変化していたため、敵怪獣を一方的に痛めつけるような戦い方をするが、第10話からはレイがレイオニクスの力でゴモラの潜在能力を引き出すという形で自由にこの状態に変化することが可能となり、暴走せずに圧倒的な力を発揮できるようになる。
- スーツアクターは横尾和則、西村郎（アントラー戦）
- モンスターデータの能力値だけなら、EXゴモラより能力バランスの良さに加えてステータス数値が上回っており、アタック、ディフェンス、スピードの順に数値を上げていくとEXゴモラの能力が1400、1100、500に対してゴモラ（レイオニックバースト）は1600、1200、1300となっており、スピードにいたってはEXの倍以上になっている（元のゴモラは1200、800、900）。

### 『大怪獣バトル ULTRA MONSTERS』に登場するゴモラ
『大怪獣バトル ULTRA MONSTERS』第2話「怪獣対珍獣」に登場。
ゴルザとガンQを倒した主人公の前に出現。すぐさまバトルナイザーの怪獣に倒される。
ストーリーモードでは敵怪獣として倒されるが、ゲーム全体では第1弾から『EX』第8弾までの主役として扱われている。また、『NEO』のEXラウンドにもレイモン（バーストモード）の操る怪獣として登場する。
ステータスはアタックとパワーを重視しており、全体的にバランスも取れているが、ディフェンスが一番低いため、アタックとスピードの高い相手が苦手。また、高熱属性攻撃にも弱い。必殺技は、尻尾で相手を倒した後に飛びかかって押しつぶす「押しつぶし」、『ウルトラギャラクシー』でもよく披露した「角かち上げ攻撃」、尻尾で連続攻撃を叩き込む「尻尾攻撃連打」がある。さらに、『EX』第6弾では『ウルトラギャラクシー』で披露した「超振動波」が追加されている。そして『NEO』第1弾では、零距離超振動波の後に角かち上げ攻撃を決める「超振動波（ゼロシュート）」と、リトラ（S）とのタッグ必殺技「ダブルインパクト」が追加された。また、超振動波はNEO以降、高熱属性となっている。ただし、タッグ必殺技でも超振動波を使うにもかかわらず、こちらは無属性になっている。

### 『大怪獣バトル ウルトラアドベンチャー』に登場するゴモラ
漫画作品『大怪獣バトル ウルトラアドベンチャー』に登場。
主人公の御蔵イオの主力怪獣であり、本作品の主役怪獣でもある。イオのバトルナイザーによって召喚され、敵怪獣に立ち向かう。武器は過去作品の登場個体と同様の尻尾や角。地面に潜って敵の攻撃を回避することもできる。ピグモン曰く「プライドが高い」らしく、敵との戦い以外に召喚されることを嫌うが、パートナーであるイオのことは身を挺して守るなど、強い信頼で結ばれている。
大阪城での戦いではブルトンに突進攻撃を仕掛けようとするが、ブルトンの超能力で大阪城の前にテレポートさせられ、そのまま大阪城に激突し、これを破壊する。

## 『ウルトラマンゼロ』関連の作品に登場するゴモラ
いずれの作品にもレイのゴモラが登場（『ウルトラマンゼロ』関連の作品の世界観・時系列は『大怪獣バトル』以降のものとなっている）。

### 『大怪獣バトル ウルトラ銀河伝説 THE MOVIE』に登場するゴモラ
映画『大怪獣バトル ウルトラ銀河伝説 THE MOVIE』に登場。
ミライの頼みを受けたレイやZAPと共に、光の国を救うためにウルトラマンベリアルの怪獣軍団に立ち向かう。序盤から中盤にかけてはザラガスやブラックキングと戦い、怪獣墓場ではリトラと共にウルトラ戦士を援護する。メビウスとの連係プレーで戦い、メビュームシュートと自身の超振動波による合体技「超振動メビュームシュート」も放つ。
- スーツアクター：岩上弘数[78][79]

#### 『大怪獣バトル ウルトラ銀河伝説 THE MOVIE』に登場するゴモラ（レイオニックバースト）
映画『大怪獣バトル ウルトラ銀河伝説 THE MOVIE』に登場。
ベリアルの挑発を受けたレイモンがバーストモードに変化すると同時に覚醒。『ウルトラギャラクシーNEO』の時と同様に暴走状態に陥り、味方であるはずのウルトラマン、セブン、メビウスに襲いかかる。その際に超振動波（ゼロシュート）でセブンに重傷を負わせてしまう。その後、ダイナと共に怪獣墓場を訪れたZAPクルーの呼びかけでレイが正気に戻ったためにおとなしくなり、バトルナイザーに回収される。
- 着ぐるみは『ウルトラギャラクシー大怪獣バトル NEVER ENDING ODYSSEY』で使用したもののリペイント[74]。元々体色が赤系であるため、赤が発色しにくいことから蛍光ピンクに近い色で塗装された[74]。

### 『ウルトラ銀河伝説外伝 ウルトラマンゼロVSダークロプスゼロ』に登場するゴモラ
OV作品『ウルトラ銀河伝説外伝 ウルトラマンゼロVSダークロプスゼロ』に登場。
惑星チェイニーにてレイに召喚され、自身と酷似したロボット怪獣であるメカゴモラと戦う。自身以上の能力を持つとされるメカゴモラに苦戦するものの、ウルトラマンゼロの救援や、別次元のレイの協力もあって勝利を収める。
- スーツアクター：横尾和則

### 『ウルトラマンゼロ外伝 キラー ザ ビートスター』に登場するゴモラ
OV作品『ウルトラマンゼロ外伝 キラー ザ ビートスター』に登場。
ビートスター天球内にてレイに召喚され、ビートスターのコピーしたロボット怪獣軍団と戦う。一度はレギオノイド（BS）と戦い勝利するが、その直後にキングジョー（BS）、エースキラー（BS）、インペライザー（BS）の3体が現れ、3対1の不意打ちで敗北し、ネオバトルナイザーに回収される。二度目もレイに召喚され、ウルティメイトフォースゼロと協力してビートスターを倒すべくビートスタータワー付近で待機していた量産ロボット怪獣と戦う。
同作ではヒュウガの妄想において、レイとヒュウガが浜辺で遊んでいる中、海で楽しそうにはしゃいでいるゴモラの姿も描かれている。

## 『ウルトラマンギンガ 劇場スペシャル ウルトラ怪獣☆ヒーロー大乱戦!』に登場するゴモラ（SDI）
映画『ウルトラマンギンガ 劇場スペシャル ウルトラ怪獣☆ヒーロー大乱戦!』に登場。
ヒカルがウルトライブシミュレーション内でライブしたもの。千草がライブしたアクマニヤ星人（SDI）や渡会健太がライブしたガンQ（SDI）と戦い勝利する。その後、千草がライブしたメカゴモラ（SDI）や美鈴がライブしたEXゴモラ（SDI）や健太がライブしたゴモラ レイオニックバースト（SDI）と戦う。能力的には4匹のゴモラの中で最も劣っているはずだが、対決を制した。

### 『ウルトラマンギンガ 劇場スペシャル ウルトラ怪獣☆ヒーロー大乱戦!』に登場するゴモラ レイオニックバースト（SDI）
映画『ウルトラマンギンガ 劇場スペシャル ウルトラ怪獣☆ヒーロー大乱戦!』に登場。
健太がウルトライブシミュレーション内でライブしたもの。千草がライブしたメカゴモラ（SDI）や美鈴がライブしたEXゴモラ（SDI）やヒカルがライブしたゴモラ（SDI）と戦う。

## 『ウルトラマンギンガS』に登場するゴモラ（SD）
『ウルトラマンギンガS』第6話「忘れ去られた過去」に登場。
地球から追放されたビクトリアンの女戦士・ヒヨリがモンスライブする。ギンガとは2度に渡って対決。1戦目ではシェパードンの咆哮を聞いたことで戦意を喪失し、ライブを解除。2戦目ではギンガの説得に応じず一方的に攻撃し、やむなくストリウム光線を放たれるが、シェパードンに庇われる。それによってヒヨリが改心した後、乱入してきたファイヤーゴルザ（SD）にゴモラを立ち向かわせるものの尻尾を引きちぎられ、強化超音波光線を受けて倒される。
- スーツアクター：横尾和則
- 尻尾を切断されるという案は監督の田口清隆の提案によるもの[84]。脚本の黒沢久子はゴモラのことを知らず、地味な怪獣という印象を抱いていた[84]。

## 『ウルトラマンX』に登場するゴモラ
『ウルトラマンX』第19話「共に生きる」に登場。
物語開始当初から、大地が父の鷹志から託されたスパークドールズとして登場。第19話ではリアライズビームの照射によって3分間限定の実体化実験がついに成功し、ダークサンダーエナジーが絶対に落ちないようにと張られたバリアのもとで大地やアスナと心が通じ合っている様子を見せるが、バリアを破ったダークサンダーエナジーでEXゴモラに変貌する。元の姿に戻った後はエックスのザナディウム光線を浴びようと身を呈する様子を見せるが、光線を放たれる直前にスパークドールズへ戻る。
- スパークドールズへ戻る際の描写は、実体化の残り時間表示などの要素から、視聴者がさまざまな受け取り方ができるようになっている。
- 最終話では、EXゴモラの姿で実体化させられ、グリーザに吸収される。その後、グリーザが吸収していたスパークドールズをエックスとの戦いで放出した際には、エックス（=大地）のもとへ真っ先に帰還して他の怪獣とともにエックスに力を貸し、ハイブリッドアーマーの誕生につながる。
- Blu-ray BOX封入のSPECIAL NOTESでは、ゴモラのスパークドールズは大空鷹志がジョンスン島で発掘したと解説している[88]。
- Xioでの二足歩行怪獣の識別カテゴリーである「タイプG」の「G」は「ゴモラ」を意味している[89]。

## 『ウルトラマンR/B』に登場するゴモラ
『ウルトラマンR/B』第20話「星屑の記憶」に登場。
アイゼンテック社の地下エネルギー貯蔵庫の熱エネルギーの温度の上昇により、同社付近の地中から目覚めた野生の個体が現れ、怪獣拘束システムの光線をも跳ね返す。鼻先の角から放射する超振動波で街を蹂躙していたところに現れたウルトラマンロッソやウルトラマンブルと交戦し、激戦を繰り広げる。その後、美剣サキが変身したグランドキングメガロスに超振動波を放つものの通じず、破壊光線を浴びせられて爆散する。
- スーツアクター：横尾和則

## 『ウルトラマンZ』に登場するゴモラ
『ウルトラマンZ』第3話「生中継！怪獣輸送大作戦」に登場。
当初は五甲山にて岩のように丸まった姿勢で休眠状態にあり、体色と相まって「ゴモラ岩」と呼ばれていた。トンネル工事の際に生物であることが確認され、ストレイジのドローン輸送機20式汎用無人航空機I型とセブンガーによって北太平洋の無人島のスフラン島へ移送されることとなるが、移送途中に花粉症の刺激で覚醒し、市街地にて暴れ始める。セブンガーを活動停止時間に追い込み、ウルトラマンゼット アルファエッジもパワーおよび尻尾攻撃、超振動波で圧倒するが、ゼットがベータスマッシュにウルトラフュージョンすると体力で圧倒され、最後はゼスティウムアッパーで撃破される。
- スーツアクター：新井宏幸

## 『ウルトラマンデッカー』に登場するゴモラ
『ウルトラマンデッカー』第3話「出動！GUTS-SELECT」に登場。
スフィアソルジャーを警戒してアララギシティに出現した古代怪獣。本来は凶暴ではない。GUTSファルコンとGUTSホークに尻尾を切断された後、スフィアソルジャーに寄生されてスフィアゴモラに変貌する。
- スーツアクター - 新井宏幸

## 『ウルトラマンオメガ』に登場するゴモラ
『ウルトラマンオメガ』第7話「カゼになる」に登場。
三日月型の特徴的な角を側頭部に備え、尻尾による猛攻や両腕の怪力を得意とする古代怪獣。地中を掘り進む際に用いる角の振動作用を応用した超振動波を頭部先端の鋭い角から放つ。
- スーツアクター - 新井宏幸

## EXゴモラ
ゴモラの強化形態。全身が刺々しくなっているのが特徴で、目も白目となり、口周りにも鋭い牙ができている。元は上記の『ウルトラマン Fighting Evolution Rebirth』で初登場した改造ゴモラであり、 『ウルトラギャラクシー大怪獣バトル』への登場に当たって着ぐるみが作られ、映像作品への登場となった。

### 『ウルトラギャラクシー大怪獣バトル』に登場するEXゴモラ
特撮テレビドラマ『ウルトラギャラクシー大怪獣バトル』第13話「惑星脱出」に登場。
レイが真のレイオニクスとして最大限にレイモン覚醒すると同時に変化した最強形態。技もより強力となり、身体を高速回転させての体当たり・大回転尻尾おとしや伸縮自在の尻尾を強固な槍として串刺しする高速尻尾づきのほか、全身から放出する超振動波の強化必殺技EX超振動波も披露している。その圧倒的な強さでキングジョーブラックとゼットンを纏めて葬る。

### 『ウルトラギャラクシー大怪獣バトル NEVER ENDING ODYSSEY』に登場するEXゴモラ
第13話「惑星崩壊」に登場。
前作にも登場したゴモラの強化形態。今作ではレイオニックバースト状態から覚醒する。前作同様その力は圧倒的で、EXレッドキングと共にレイブラッド星人の憑依したアーマードダークネスをものともせず一方的に叩きのめした末、EX超振動波でとどめを刺す。

### 『大怪獣バトル ウルトラ銀河伝説 THE MOVIE』に登場するEXゴモラ
映画『大怪獣バトル ウルトラ銀河伝説 THE MOVIE』に登場。
最終決戦時にてレイにネオバトルナイザーから召喚され、ウルトラ戦士たち（ウルトラマン、ウルトラマンレオ、アストラ、ウルトラマンダイナ、ウルトラマンメビウス、ウルトラマンゼロ）と共にベリュドラに立ち向かう。
- 本作品では『ウルトラギャラクシー』と違い、ゴモラから進化する過程は描かれず、最初からこの姿でネオバトルナイザーから出現する。

### 『大怪獣バトル ULTRA MONSTERS』に登場するEXゴモラ
第9話「決戦！ エースキラー」、EX第10話「ライバル出現!?」、第15話「歴史改変計画」、第16話「決戦！四人の戦士」、第17話「支配者の陰謀」に登場。
キール星人のレイオニクス、ヴィットリオが使役する怪獣として登場。第9話・第10話では顔見せ程度の登場で戦わず、第17話で戦う。主人公の怪獣と互角に戦う。
また、第15話では『ウルトラギャラクシー』同様、レイモンの使役する怪獣として登場してゼットンと戦っており、EXラウンドでもレイモン（上記のレイモンとは異なり、こちらは通常のもの）の怪獣として登場する。
ステータスは元となった改造ゴモラは全体的にパワーアップしていたのに対し、こちらはディフェンスが大きく上がった分、スピードが著しく低くなっている。必殺技は『Fighting Evolution Rebirth』の再現で、溜め攻撃を元にした「ローリングアタック」、投げ攻撃を元にした「テールアッパー」、そして改造ゴモラ最大の特徴である尻尾の伸縮能力を利用した最強必殺技を元にした「テールスピアー」である。また、『NEO』第1弾では『ウルトラギャラクシー』の最終回でゼットンを葬った「EX超振動波」が、『NEO』第4弾ではEXレッドキングとのタッグ必殺技「爆熱振動メルトブレイク」が追加された。
- 本作品の登場に合わせ、ソフビ人形も発売された。

### 『ウルトラマンメビウス外伝 超銀河大戦』に登場するEXゴモラ
テレビマガジン版『ウルトラマンメビウス外伝 超銀河大戦』に登場。
メフィラス星人に操られて出現し、街を破壊する。ウルトラマンやメビウスと対決し、メビュームシュートにも耐えるなど強敵ぶりを見せるが、急降下して威力を上げたメビウスのメビウスパンチを受け、硬い皮膚を砕かれて敗れる。
- 記事中ではCGで表現されている。

### 『ウルトラマンギンガ 劇場スペシャル ウルトラ怪獣☆ヒーロー大乱戦!』に登場するEXゴモラ（SDI）
映画『ウルトラマンギンガ 劇場スペシャル ウルトラ怪獣☆ヒーロー大乱戦!』に登場。
石動美鈴がウルトライブシミュレーション内でライブしたもの。久野千草がライブしたメカゴモラ（SDI）や渡会健太がライブしたゴモラ レイオニックバースト（SDI）や礼堂ヒカルがライブしたゴモラ（SDI）と戦う。

### 『ウルトラマンX』に登場するEXゴモラ
特撮テレビドラマ『ウルトラマンX』第19話「共に生きる」、最終話「虹の大地」に登場。
実体化実験に成功したゴモラが、バリアを破ったダークサンダーエナジーに変貌させられる形で登場。立ちふさがったウルトラマンエックスがM1号に連れ去られた後は沿岸の工場地帯で暴れ、キングジョーのサイバーカードの力を使ったスカイマスケッティの攻撃すら通用しない強さを見せる。その後もアスナの説得が届かずに暴れ続けるが、M1号から解放されたエックスがエクシードXに強化変身して再び立ちふさがると、エクシードエクスラッシュでダークサンダーエナジーを浄化され、元のゴモラに戻る。
最終話ではダークサンダーエナジーの影響でグリーザに実体化させられた後、吸収された。
- スーツアクター：横尾和則
- 映像作品にてEXゴモラが主人公の敵として登場するのはこれが初であり、映像作品でウルトラ戦士と戦ったのもこれが初である。

## 電脳怪獣 サイバーゴモラ
『ウルトラマンX』に登場。
Xioが開発したサイバー怪獣の一種。青い鎧で覆われた機械的な外見になっており、両腕には「G」の文字があしらわれている。必殺技は両腕や角から放つサイバー超振動波。
第1話では実体化実験が行われたが、全身を構成するエレクトロ粒子が67%に達した時点で崩壊・消滅し、実験は失敗している。
第2話ではファントン星人グルマンの提案により、自らのデータ体を実体化できるウルトラマンエックスにデータが転送され、ゴモラアーマーとして一部の実体化に成功する。
第11話では再び実体化実験が行われ、26回目の実験で大地の脳波とシンクロさせることにより、エレクトロ粒子が100%に達して実体化するが、その直後に崩壊・消滅してしまう。理由を問うべく大地がゴモラのスパークドールズをエクスデバイザーでリアライズして解析したところ、ゴモラが心を閉ざしているためにエラーとなる。しかし、これはゴモラが大地の体調を心配していたためであり、キングジョーとの戦いではピンチになった大地の「俺は大丈夫」という声に応え、完全な実体化を果たす。エックスとのタッグでキングジョーを追い詰め、サイバー超振動波でとどめにつなげる。その後、スパークドールズに戻った。
第12話ではアスナが脳波コントロールする方法でスパークドールズから実体化し、サイバー超振動波でザラガスを撃退してスパークドールズに戻す。
第14話でも第12話と同様にアスナが脳波コントロールする方法で実体化し、メカゴモラと互角の戦いを繰り広げ、最終的にはアスナにウルトライザーを貸し与えられた杉田アリサの射撃と合わせてサイバー超振動波を放ち、メカゴモラを破壊した。
第15話では神木が脳波コントロールする方法で実体化し、ゴメス（S）と激闘を繰り広げ、エクシードXとの連携攻撃を経てサイバー超振動波を放ち、エックスの勝利に繋げた。
第21話ではアスナが脳波コントロールする方法で実体化し、エクシードXと共にグリーザとの戦闘に臨むが、まったくダメージを与えられないまま敗北した。
最終話ではハヤトが脳波コントロールする方法で実体化し、グリーザを食い止めようとしたものの、その猛攻の前にあえなく敗北した。
劇場版ではザイゴーグを迎撃すべく大地によるリアライズで実体化し、地中のザイゴーグにサイバー超振動波を命中させるものの通用せず、ザイゴーグの放った棘で消滅した。その後はアスナによってサイバーカードが使用され、ワタルの操縦するランドマスケッティから放たれたゼットンレールキャノンと同時にジオバズーカからゴモラ振動砲をゴーグファイヤーゴルザへ放ち、初代ウルトラマンの勝利に繋げた。
- スーツアクター：岡部暁
- サイバーゴモラとは別に通常のゴモラも大地が持つスパークドールズとして登場しており、第19話ではXioの実体化実験により、本来の形態として実体化に成功している。
- デザインは、ウルトラマンエックスとの対比で青い体色となった[108]。また、メイン監督の田口清隆からの要望でスマートな体型となり、デザインを担当した後藤正行は「怪獣よりも怪人っぽい」と述べている[108]。サイバー怪獣として最初にデザインされ、他の怪獣にもその方程式を当てはめる形で進行していった[109]。身体に光るラインを這わせることでサイバーなニュアンスを出しているが、基本的な発想はメカ怪獣であるという[110]。デザイン段階では怪獣の全身に走るラインは発光するイメージであったが、造形では彩色で表現された[109]。サイバー怪獣の共通項として、腕に図案化した頭文字のアルファベットを入れている[110]。
- 第1話の脚本初稿では、実体化してファイヤーゴルザとの戦いで負けるとの展開であったが、戦闘シーンが多くなることから活躍を描くために出番を先送りされた[111]。
- 第12話でのザラガスとの戦いは、同話の監督の坂本浩一が自分の監督作品『大怪獣バトル ウルトラ銀河伝説 THE MOVIE』で描いたゴモラ対ザラガスへのセルフオマージュである[112][113]。
- 第14話でのメカゴモラとの戦いでは、坂本はゴモラにウルトライブしたヒカルと三つ巴の戦いを行う展開を希望していたが、実現には至らなかった[113]。
- 第15話監督の田口は、自身がボクシング映画を観ると泣くことから、神木とサイバーゴモラにボクシングを行わせている[114]。
- 第19話では当初はサイバーゴモラがEXゴモラに変貌するという構想であった[115]。

## 古代合成獣 スフィアゴモラ
特撮テレビドラマ『ウルトラマンデッカー』第3話「出動！GUTS-SELECT」、第23話「絶望の空」に登場。
複数のスフィアソルジャーがゴモラに寄生し、そのスフィア細胞によって遺伝子情報が書き換えられて変貌した、スフィア合成獣第1号。本来の能力と戦闘力が何倍にも強化され、全身の角から四方八方にスフィア衝撃波を発射して周囲に電波障害を誘発するほか、スフィア超振動波を放出して攻撃する。
GUTSファルコンとGUTSホークによって切断された尻尾も新たに形成されたが、ウルトラマンデッカー ストロングタイプのドルネイドブレイカーによって爆発する。
- スーツアクター：梶川賢司（第23話）
- 後述のようにスカルゴモラの改造ではあるが、ゴモラの顔とまったく異なることから、改造であることは意識せずにデザインしている[116]。強制的にスフィアに乗っ取られているという設定のため、融合に怪獣が抵抗している様子をイメージしている[116]。優しい感じでヒーローのように見えるようになってきたゴモラの顔を、目を吊り上げたり歯を剥き出しにしたりすることにより、凶悪に見えるようにアレンジしている[116]。そのため、狂暴なイメージを伝えたいと思い、スチール写真の加工ではなく新規にデザイン画を描いている[120]。スフィアに乗っ取られて結晶体が身体の内側から突き出したイメージで、異常に大きな右側の角など、アシンメトリーかつヒビ割れのような感じでスフィアの模様を入れて禍々しい感じや歪さを演出しており、皮膚も部分的にスフィア化しているイメージとなっている[116][120]。
- スーツはスカルゴモラの改造[出典 24]。スカルゴモラは手のサイズが小さかったが、パワーダウンのような感じがするとの指摘があったため、手を大きく作り直している[121]。顔も、以前に作ったゴモラの頭部の型から抜いたものを基に別に作っている[121]。スペースゴジラのように結晶体が体表へ突き出しているような容姿であるが、クリアパーツは重いため、ゴムを素材にメタリックや真珠質な色を使って表現している[121]。

## アースゴモラ
データカードダスおよびそれを元にしたCGショートムービー『大怪獣ラッシュ ウルトラフロンティア』に登場。
プラズマソウルを取り込んだプラズマ怪獣であるが、通常のプラズマ怪獣と異なり角が肥大化するなど、外見は大きく変化している。プラズマソウル獲得量も通常のプラズマ怪獣より非常に多く、性格も凶暴さで並ぶ者はないという。ゲーム本編では1弾ボス怪獣として登場する。劇場版ショートムービー『VEROKRON hunting』では、ハンターステーションにてプラズマ怪獣の多数出現を報じる映像に映っているのが確認できる。

### ブラックアースゴモラ
1弾の期間限定ミッションに登場。レアなプラズマソウルであるブラックプラズマソウルに覆われたアースゴモラ。

### スーパーアースゴモラ
5弾の期間限定ミッションに登場。突然変異によってさらなる力を手に入れたアースゴモラ。角がさらに巨大化し、全身のプラズマソウルもより鋭利になっている。獲得できるプラズマソウルはアースゴモラより多いとされる。
テレビ版では『SUPER-EARTHGOMORA Hunting』で登場するが、当初はアースゴモラと誤認されていた。とある遺跡にてラッシュハンターズと対決し、催眠ガス弾によって眠らされた隙に頭部以外のプラズマソウルをすべて破壊される。覚醒後は地中に潜って攻撃の機会をうかがうが、土属性ゆえに炎を苦手とする弱点を突かれる形で遺跡の爆破による炎に包囲された末、残りのプラズマソウルをすべて破壊され、絶命した。

## 漫画作品に登場するゴモラ
- 『決戦★ウルトラ兄弟VS11大怪獣軍団』では、チブル星人の命令でエレキングやゴルバゴスと共にビルの下から出現し、ウルトラダブルを使ってカラータイマーが鳴りだしたジャックを苦しめるが、ウルトラセブンのふりをしたにせウルトラセブンに倒される。
- 『ウルトラマン超闘士激伝』では、闘士五獣士の1体として登場。「過去にアストロモンス、タイラント、ドロボン、ダストパンと組んで「怪獣帝王」と名乗っていたこともある」という、『ウルトラ6兄弟VS怪獣軍団』を元にした設定ともされている。
- 『ウルトラ忍法帖』では、悪の組織「朧党」の最強忍獣「護喪羅」として登場。
- 『ウルトラマンSTORY 0』では、第16話・第17話に登場。最後はウルトラセブンのアイスラッガーで首を切断され、倒される。また、第39話・第40話にジェロニモンの能力で蘇った再生怪獣の1体として登場。
- 『酩酊!怪獣酒場』では、怪獣酒場の客として登場する。妻子がいる身でありながら、怪獣酒場で知り合った女性に恋愛感情を抱き、罪悪感に苛まれている。

## 過去の映像を流用しての登場作品
いずれも映像はそれぞれの初登場作品の流用。
『長篇怪獣映画ウルトラマン』
初代登場エピソードの劇場公開。劇中では多々良島での戦いの次の日に起こった出来事となっている。
『実相寺昭雄監督作品ウルトラマン』
怪獣供養の回想シーンに登場し、直前に遺影が飾られていることも兼ねている。
『ウルトラマンZOFFY ウルトラの戦士VS大怪獣軍団』
ゾフィーがウルトラマンとの戦いを紹介している。
『甦れ!ウルトラマン』
ゼットン星人が暴れさせた怪獣軍団の1体として登場している。大阪城を襲撃し、分身したウルトラマンと戦う。
『ウルトラ怪獣大図鑑』
第36話「古代怪獣ビッグ3」、第78話「名所を襲った怪獣たち」、第143話「シッポを何かされた怪獣たち」というコーナーでそれぞれ紹介された。

## ゴモラに関連する力を持つ戦士・怪獣
- ウルトラマンエックス - サイバーゴモラの能力を持つモンスアーマー「ゴモラアーマー」や、他のモンスアーマーと能力を統合したハイブリッドアーマーを使用する。
- スカルゴモラ - レッドキングと能力を合わせたベリアル融合獣。

## その他

### ウルトラシリーズ
- 円谷劇団が2006年10月に博品館劇場にて上演した演劇『じゅわっと』（小田茜主演）[122]は、ゴモラの出現で騒然となっている大阪を舞台にした「怪獣殿下」のサイドストーリー。着ぐるみは登場しないが、登場人物たちが観ているテレビニュースとの設定で同話の特撮シーンがスクリーンに上映され、ウルトラマンによるゴモラの撃退と劇そのもののクライマックスがシンクロする内容となっている。
- 『ウルトラマンタロウ』第25話では、エンペラ星人が3万年前に光の国を襲来した際の怪獣軍団の中に姿を見せる。
- 漫画『かがやけ ウルトラの星』では、怪獣軍団の一員として登場。ゴドラ星人に率いられて東北地方の松島湾に出現し、ウルトラセブンと戦う。
- 『ウルトラマン物語』に登場するグランドキングの角はゴモラだと言われており、この説は同作のパンフレットや『週刊 ウルトラマンオフィシャルデータファイル』にも記載されている[要ページ番号]。
- テレビドラマ『ウルトラマンになりたかった男』では、劇中で製作されていた映画『オールウルトラマンVS怪獣軍団』にて怪獣軍団の1体として登場し、ウルトラ戦士たちと戦う。
- よみうりランドで行われた「ウルトラマンネクサスショー」では、冒頭でウルトラマンコスモス（エクリプスモード）を苦しめるが、助けに現れたウルトラマンネクサス（アンファンス）に敗れる。後半で復活してアンファンスを苦しめるが、最後は助けに現れたエクリプスモードとアンファンスのダブル攻撃に敗れる。
- 『ウルトラマンフェスティバル'95』では、ガッツ星人によって呼び出され、ウルトラマンと戦う。
- 『ウルトラマンフェスティバル2005』第2部では、冒頭でベムラーやドラコと共にウルトラマンマックスと戦う。
- 『ウルトラマンフェスティバル2007』では、冒頭でウルトラマンAにメタリウム光線で倒される。
- 円谷プロのプロモーション用短編映像作品『で怪獣』では、身長3メートル（体長6メートル）の着ぐるみが作られた。口から白いガスを吐く[123]。
- ゲーム『PDウルトラマンバトルコレクション64』では、フィールド上の雑魚敵およびプレイヤーキャラとして登場。尻尾や角による攻撃が主だが、大阪城を持って投げ飛ばす「オオサカキャッスル」という豪快な技を持つ。
- 玩具展開『ウルトラエッグ』に登場する「エッグベース」のATモードの形状は、ゴモラをモチーフとしている。
- 映画『大決戦!超ウルトラ8兄弟』の前企画『ウルトラマンメビウス&ウルトラ兄弟2』では、日本各地に現れた怪獣軍団の1体として登場し、ウルトラマンに倒された後はヤプールの力によってタイラントや他の怪獣軍団と合体してグランドタイラントとなるという展開が予定されていた。
- 映画『ウルトラマンゼロ THE MOVIE 超決戦!ベリアル銀河帝国』では、当初にダークロプス軍団とウルトラ戦士の戦いをゴモラとアントラーが見守る未公開シーンがあった[124]。
- 『ウルトラゾーン』第3話のアイキャッチでは、大阪城の前で詰襟の男子学生3人と並んでピースをして記念撮影中の姿が描かれている[125]。第9話のミニコーナー「怪獣ことわざ」では、「つるは千年ゴモラでまんねん」ということわざが紹介されている[126]。第20話のコントパート「バトルシミュレーション」では、タカダ隊員が「エア怪獣シリーズ でっかいゴモラ」と戦っている[127]。
- 円谷プロ公式サイトのエイプリルフールネタでは、中川翔子（しょこたん）のパロディであるアイドルキャラクターのごもたんとして登場。『しょこたん☆ぶろぐ』のパロディとしてブログ「ごもたんぶろぐ」も開設している。語尾に「ヴぉ」をつけるのが口癖。
- 日本のバスケットボールリーグ「bjリーグ」とのコラボレーション企画「ウルトラ怪獣ドラフト2010」ではノミネート怪獣として候補に挙がり、琉球ゴールデンキングスに指名された[128]。
- テレビマガジンの『ウルトラマンネクサス』CDエピソードでは、ダークメフィストの部下として登場した。
- 萌え擬人化プロジェクト「ウルトラ怪獣擬人化計画」
  - 「ウルトラ怪獣擬人化計画 feat.POP」として擬人化され、『電撃G's magazine』2013年12月号（第1回）にスクール水着姿で、角と尻尾に怪獣の手足をしたゴモラちゃん（イラスト：minoa〈ニトロプラス〉）が掲載された。
  - 『ウルトラ怪獣擬人化計画 ギャラクシー☆デイズ』に主人公として登場。好奇心旺盛かつ天真爛漫な明るい性格だが、勉強や漢字が苦手で「円谷（つぶらや）学園」を「えんや学園」と読み間違えるなど、マイペースで少々天然なところを見せる一方、自分の間違いを認めない頑固な一面も見せている。ボク少女で口癖は「ごもぉ」「ゴモ」。身長は小柄。早起きが苦手で食べることが好き。ベムスターと一緒に住んでいる。
  - 小説およびアニメ作品『怪獣娘（かいじゅうがーるず） 〜ウルトラ怪獣擬人化計画〜』では、ゴモラの魂を受け継いだ怪獣娘・黒田ミカズキとして登場する。アニメ版の声は諏訪彩花が担当。
- 小説『ウルトラマンF』では、躁躁と鬱鬱によって小型のクローンが作られている。
- 『ウルトラマントリガー NEW GENERATION TIGA』では、3000万年前に作中世界の地球上に出現していた怪獣の一種であり、壁画にも描かれている[129]ほか、物語開始時点ですでにその力（超振動波）を宿したGUTSハイパーキー「ゴモラキー」が開発されている。第24話では、メガロゾーアの影響でエタニティコアが暴走して地球の危機が間近に迫ったことを察知したのか、避難していた。
- 『ウルトラマンブレーザー』では、メイン監督の田口清隆が「ウルトラマンブレーザーが倒した怪獣を武器にしていく」との旨を提案する際、その一例として「ゴモラを倒した翌週にゴモラの角で作った槍を持っている」を考案したが却下された結果、ニジカガチの力を使ったレインボー光輪やチルソナイトを使ったチルソナイトソードを考案したという[130]。
- 『ウルトラマンアーク』では、第1話の3か月前以降に作中世界の日本に出現してウルトラマンアークに撃退されていたことが、テレビのニュース映像で描かれている。

### CMに登場するゴモラ
- ブルマァク「怪獣ボーリングゲーム」のCMでは、ボーリングのピンとして登場する。
- 1995年の出光石油のテレビCMでは、ベンゼン星人が率いる怪獣軍団の1体として、神秘のエネルギーを護るウルトラマンゼアスを襲撃する。
- 『ぱちんこウルトラマン』のテレビCMでは、バルタン星人をはじめとする宇宙人に操られ、町を破壊する。
- 2009年のHONDA「ステップワゴン スパーダ」のテレビCMでは、スパーダを恐れて他の怪獣と共に道を空ける役で出演している。

### ウルトラシリーズ以外の作品
- 『有言実行三姉妹シュシュトリアン』第40話「ウルトラマンに逢いたい」に登場。隕石の影響で円谷プロ美術倉庫にあった怪獣の着ぐるみに魂が宿ったものであり、赤い体色で白い縞が入っている。最後はウルトラマンによって宇宙に運ばれる。
- テレビアニメ『SSSS.GRIDMAN』第2話では、新条アカネの部屋の棚にパワードゴモラのフィギュアが飾られている[131][132]。
- バラエティ番組
  - 『めちゃ×2イケてるッ!』では、『大怪獣バトル ウルトラ銀河伝説 THE MOVIE』の出演オーディションに参加した。特に目立ったことはしていないが、現在ではレイのパートナー怪獣で味方のため、ウルトラマンベリアルの「ウルトラマンを倒すためなら〜○○」という質問のコーナーには参加しなかった。
  - 2009年12月19日放送の『SmaSTATION!!』で「ウルトラマン 9のヒミツ」と題した特集が組まれた際、「ファンが選ぶ対決ベスト3」にこのゴモラとの戦いが第3位にランクインした。
  - 2011年12月31日放送の『ダウンタウンのガキの使いやあらへんで!! 大晦日年越しSP 絶対に笑ってはいけない空港24時』では、「絶対に驚いてはいけない空港」のパートでグラウンドへ向かう途中のガキ使メンバーを襲う役割で、前述の『で怪獣』のゴモラが使われた。